# Josef Rick
Josef Rick (* 17. April 1912 in Düsseldorf; † 18. Dezember 2001 in Erkelenz) war ein deutscher Politiker (CDU).

## Leben und Beruf
Nach dem Besuch der Volksschule und des Realgymnasiums legte er 1932 die Gehilfenprüfung als Schriftsetzer ab. Er war danach als Schriftleiter, Mitarbeiter eines Verlages und von 1956 bis 1977 als Pressechef des Westdeutschen Rundfunks tätig. Außerdem war er stellvertretender Chefredakteur einer Wochenzeitung und freier Journalist. 1946 war er Mitbegründer der CDU in Erkelenz.
Er war verheiratet und hatte vier Kinder.

## Abgeordneter
Vom 20. April 1947 bis zum 8. März 1956 war Rick Mitglied des Landtags des Landes Nordrhein-Westfalen. Er wurde jeweils im Wahlkreis 005 Erkelenz direkt gewählt. Am 8. März 1956 schied er während der dritten Wahlperiode aus.
Von 1946 bis 1979 war er Mitglied des Kreistages des Kreises Erkelenz bzw. Mitglied des Kreistages des Kreises Heinsberg.

## Öffentliche Ämter
Vom 8. November 1948 bis 31. Dezember 1971 war er Landrat des Kreises Erkelenz und nach der Gebietsreform vom 1. Januar 1972 bis zum 17. Oktober 1979 Landrat des Kreises Heinsberg.

## Sonstiges
Am 9. Juli 1969 wurde ihm das Verdienstkreuz 1. Klasse der Bundesrepublik Deutschland und am 29. August 1978 das Große Verdienstkreuz verliehen.